# Hazinedar

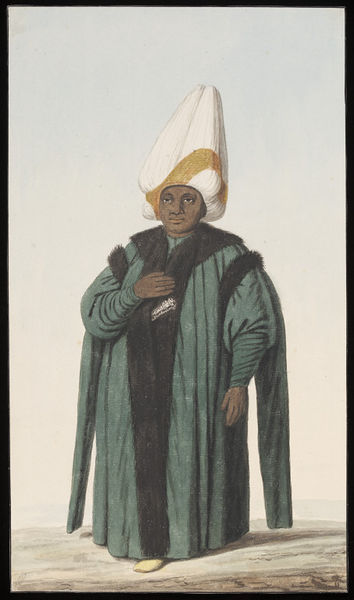
Hazinedar Aga

Hazinedar nebo Haznadar byl titul používaný v osmanské hierarchii. V závislosti na předponě nebo příponě měl rozdílné významy. V češtině toto slovo znamená pokladník.

## Pokladník
Hlavní Hazinedar měl na starost sultánovu osobní pokladnici. Ostatní hazinedaři byli podřízeni tomu hlavnímu a užívali titul Hazinedar Kalfa. Kalfa je v turečtině výraz pro učně. Hlavní eunuch, který měl na starost pokladnici byl poté nazýván Hazinedar Aga.

## Pán (hospodyně) sultánova paláce a harému
Nejvyšší hazinedar nebo první hazinedar (Hazinedar Usta) byl titul pro hospodáře či hospodyni sultánova paláce. Tato osoba byla hned po princích tou nejvlivnější osobou v paláci. V hierarchii poté existovali i další hazinedaři (druhý, třetí…), kteří spadali pod hlavního (prvního) hazinedara, kteří byli odkazováni na Ustu (vrchního dozorce). Pouze první hazinedar směl navštěvovat osobně sultána a další šlechtice, zatímco druhý a třetí pouze sloužili tomu prvnímu.